# Qaum
Note. Cliquez sur le lien correspondant pour transférer rapidement le mot : nom commun, adjectif, verbe ou autre.
Depuis l’activation de la fonction Special:Import, il est vivement recommandé  de contacter un administrateur du Wiktionnaire pour procéder à l’importation de la page ainsi que de tout l’historique vers ce dernier.
Qaum, en arabe : قوم et en ourdou : قوم, est un concept dans le sikhisme qui se traduit par: communauté ou panth.  Qaum est utilisé par d'autres cultures que le sikhisme. En Asie, il désigne un état, un peuple lié par la langue, par des frontières par une histoire, une culture ou une ethnie. Ce mot est d'origine arabe. Un synonyme du peuple pakistanais est qaum pakistanais ; le mot apparaît par exemple dans le titre et le texte de Qaumi Tarana, l'hymne national pakistanais.
Le mot d'origine arabe qwam très proche de qaum est synonyme de solidarité.